# Aujan-Mournède
Aujan-Mournède (gaskognisch: Aujan e Morneda) ist eine französische Gemeinde mit 90 Einwohnern (Stand 1. Januar 2022) im Département Gers in der Region Okzitanien (bis 2015 Midi-Pyrénées); sie gehört zum Arrondissement Mirande und zum Gemeindeverband Val de Gers. Die Bewohner nennen sich Aujanais/Aujanaises.

## Geografie
Aujan-Mournède liegt rund 17 Kilometer südöstlich von Mirande und 30 Kilometer südsüdwestlich von Auch im Süden des Départements Gers. Die Gemeinde besteht aus Weilern, zahlreichen Streusiedlungen und Einzelgehöften. Der Fluss Sousson durchquert die Gemeinde in nördlicher Richtung.
Nachbargemeinden sind Lagarde-Hachan im Norden, Samaran im Nordosten, Chélan im Osten, Monlaur-Bernet im Südosten, Ponsan-Soubiran im Südwesten, Saint-Ost im Westen sowie Viozan im Nordwesten.

## Bevölkerungsentwicklung
| Jahr | 1793 | 1800 | 1821 | 1962 | 1968 | 1975 | 1982 | 1990 | 1999 | 2006 | 2011 | 2016 |
| Einwohner                                                                                                   | 253  | 220  | 358  | 166  | 144  | 127  | 117  | 113  | 107  | 97   | 95   | 89   |
| Quellen: Cassini, Aujan-Mournède Cassini, Mournède und INSEE; 1793 bis 1821 bereits heutiges Gemeindegebiet |      |      |      |      |      |      |      |      |      |      |      |      |